# Bergunya
Bergunya és un cultivar de figuera de Ficus carica, unífera de figues d'epidermis amb color de fons verd fosc amb sobre color morat.

## Sinonímia
- D'en Bergunya a Llucmajor, Illes Balears.[2][3][4]

## Història
Actualment la conrea en la seva col·lecció de figueres balears Montserrat Pons i Boscana, rescatada d'un exemplar d'Estellencs del qual Mateu Riera va donar uns esqueixos. Esterlich pensa que la varietat 'Bergunya' és un sinònim d'Hivernenca' amb la qual presenta gran semblança.
La varietat 'Bergunya' és originària de Banyalbufar i en aquesta zona es poden observar totes dues varietats, 'Bergunya' i 'Hivernenca' i veure les diferències que presenten en els seus descriptors tal com els fruits (la forma aperada del fruit i els seus pesos), les fulles ('Hivernenca' majoria de 3 lòbuls 90%, en 'Bergunya' majoria de 5 lòbuls 95%), i pels seus caràcters agronòmics i biològics.

## Característiques
La figuera 'Bergunya' és una varietat unífera de tipus figa comuna. Arbre de gran desenvolupament, bon port i copa altiva, brancatge clar amb moderat fullatge. Les seves fulles amb 5 lòbuls (95%) tendeixen a ser majoritàries, i 3 lòbuls (<5%). Les seves fulles amb dents presents i marges serrats. 'Bergunya' tenen poc despreniment de figues tenint una producció mitjana de figues. La gemma apical és cònica de color verd blanquinós.
Les figues 'Bergunya' són figues piriformes, que presenten pocs fruits d'uns 24,2 grams en mitjana, d'epidermis prim de color de fons verd fosc amb sobre color morat amb gran variabilitat de coloracions. Ostíol de 0 a 1 mm amb escates petites fosques. Peduncle de 2 a 4 mm cilíndric verd clar. Esquerdes longitudinals gruixades. Costelles poc marcades. Amb un ºBrix (grau de sucre) de 26, sabor dolç, amb fermesa mitjana, amb color de la polpa vermell fosc. Amb cavitat interna petita i una gran quantitat d'aquenis mitjans. La seva maduració és entre el 17 de setembre i el 23 d'octubre i la varietat és de producció mitjana. Són resistents a la pluja.
Bona per a figa fresca. Bona facilitat de pelat, i fàcil abscisió del peduncle. Molt resistent als accidents climàtics.

## Cultiu
És una varietat reconeguda per les seves excel·lents qualitats gustatives i es cultiva per a consum humà en fresc. S'està tractant de recuperar d'exemplars conreats en la col·lecció de figueres balears de Montserrat Pons i Boscana a Llucmajor.